# CSS Baltic

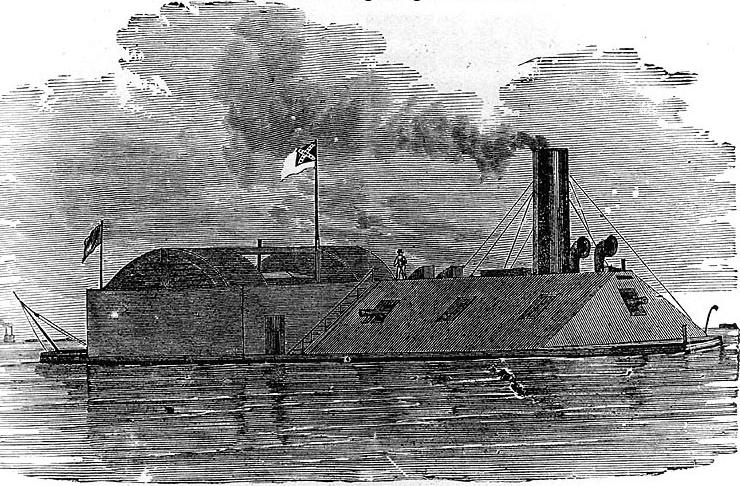
Гравюра з зображенням броненосця "Baltic"

CSS Baltic був імпровізованим казематним броненосцем побудованим 1860 у Філадельфії як річковий буксир для Southern Steamship Co. Судно придбав штат Алабама, після чого його переобладнали у броньований таран та передали флоту Конфедерації у середині 1862. її першим капітаном став лейтенант Джеймс Д. Джонстон.
Впродовж початкового періоду Громадянської війни в США "Baltic" діяв у затоці Мобіл, річках Алабамі і Томбібі.  У березні 1863 року  корабель став непридатним до служби через технічні проблеми. Корабель розібрали у липні 1864 р., а його  броню використали при побудові CSS Nashville. 
10 березня 1865 р. "Baltic" був захоплений на річці Томбібі у штаті Алабама. Корабель був проданий 31 грудня 1865 року. 